# Нидердрайсбах
Нидердрайсбах (нем. Niederdreisbach) — община в Германии, в земле Рейнланд-Пфальц. 
Входит в состав района Альтенкирхен-Вестервальд. Подчиняется управлению Даден.  Население составляет 932 человека (на 31 декабря 2010 года). Занимает площадь 4,16 км².